# Amtsgericht Marktoberdorf
Das Amtsgericht Marktoberdorf (bis 1898 Amtsgericht Oberdorf, bis 1953 Amtsgericht Markt Oberdorf) war von 1879 bis 1973 ein Gericht der ordentlichen Gerichtsbarkeit in Marktoberdorf in Bayern.

## Geschichte
Mit Inkrafttreten des Gerichtsverfassungsgesetzes am 1. Oktober 1879 wurde ein Amtsgericht in Oberdorf, dem heutigen Marktoberdorf gebildet, dessen Sprengel identisch mit dem vorherigen Landgerichtsbezirk Oberdorf war. Es war dem Landgericht Kempten unterstellt. Das Amtsgericht wurde 1973 aufgelöst und der Sprengel dem Amtsgericht Kaufbeuren zugeordnet.
Die 1973 eingerichtete Zweigstelle des Amtsgerichts Kaufbeuren in Marktoberdorf bestand nur bis Ende September 1979.